# Nanyamulla
Nanyamulla är en administrativ by i Sri Lanka.   Den ligger i provinsen Västprovinsen, i den sydvästra delen av landet, 50 km nordost om huvudstaden Colombo.